# 欧玛尔·哈利利
欧玛尔·莫达·哈利利（英文：Omar Mokhtar El-Hariri，1944年—2015年11月2日）是利比亚国家过渡委员会的一位军事领导人。他早年是卡扎菲政权中的一名军官，因涉嫌参与1969年反卡扎菲的军事政变而被捕，入狱15年后一直被软禁在家。2011年利比亚内战爆发，他加入了反卡扎菲势力一方，成为重要的军事领导人。2015年11月2日因车祸去世。